# Barbacenia
Barbacenia là một chi thực vật có hoa trong họ Velloziaceae.